# 智名曽命
智名曽命（ちなそのみこと、生没年不明）は、古代日本の豪族で紀国造の一人。

## 概要
『先代旧事本紀』「天孫本紀」に建斗米命の妻・中名草姫の兄として紀伊国造智名曽の名で登場する。
一般に流布する「紀伊国造系図」では智名曽命の名は見えない。